# Hiroyuki Morioka
Hiroyuki Morioka (jap. 森岡 浩之 Morioka Hiroyuki; * 2. März 1962 in der Präfektur Hyōgo, Japan) ist ein japanischer Science-Fiction-Autor.

## Leben
1992 erschien sein erster Roman Yume no ki ga tsugeta nara (夢の樹が接げたなら, dt. „Wenn wir einen Traumbaum pflanzen können“) im S-F Magazine des in Tokio ansässigen Verlags Hayakawa Shobō (早川書房).
1996 veröffentlichte er mit Seikai no Monshō (星界の紋章) seinen ersten langen Roman in drei Bänden, der vor allem unter seinem englischen Titel Crest of the Stars bekannt ist. Im folgenden Jahr erhielt Crest of the Stars auf der Japan SF Convention den Seiun-Preis, einen sehr bekannten japanischen Preis für Science-Fiction-Literatur. Er veröffentlichte die Fortsetzung Seikai no Senki (星界の戦旗, engl. Banner of the Stars), worin er schreibt, dass Seikai no Monshō nur das Vorspiel zu Seikai no Senki gewesen sei. Morioka hatte bereits im zweiten Band von Crest of the Stars angedeutet, dass die vollständige Serie das gesamte Leben der Prinzessin Lamhirh von ihrer Geburt bis zu ihrer möglichen Nachfolge auf den kaiserlichen Thron erzähle. Mittlerweile sind vier Bände von Banner of the Stars erhältlich, deren erste drei von Morioka als Diahoc-Trilogie bezeichnet werden. Die Serie ist bislang nicht abgeschlossen, pausierte aber zwischen 2007 und 2013.
Neben den Seikai-Reihen hat er eine weitere vierbändige Senki (戦記, dt. „Kriegserzählungen“) namens Tsuki to Honō no Senki (月と炎の戦記, dt. „Erzählung des Mond-und-Flammen-Krieges“) veröffentlicht, die auf der japanischen Mythologie beruht.
Der Autor zeichnet sich durch ein ausgeprägtes Interesse für Linguistik (speziell konstruierte Sprachen), Künstliche Intelligenz, bitteren Humor und sehr genau entworfenen Welten aus.

## Werke

### Seikai-Serie

#### Seikai no Monshō (星界の紋章,Wappen der Sterne)
- I 帝国の王女 Teikoku no ōjo (Prinzessin des Kaiserreichs) (15. April 1996)
- II ささやかな戦い Sasayaka na tatakai (Ein bescheidener Krieg) (15. Mai 1996)
- III 異郷への帰還 Ikyō e no kikan (Rückkehr in eine fremde Welt) (15. Juni 1996)

#### Seikai no Senki (星界の戦旗,Kriegsflagge der Sterne)
- I 絆のかたち Kizuna no katachi (Die Form des Bandes) (15. Dezember 1996)
- II 守るべきもの Mamoru beki mono (Das, was beschützt werden soll) (31. August 1998)
- III 家族の食卓 Kazoku no shokutaku (Familientafel) (15. März 2001)
- IV 軋む時空 Kishimu Jikū (Knirschende Raumzeit) (25. Dezember 2004)
- V 宿命の調べ Shukumei no Shirabe (Eine Frage des Schicksals) (22. März 2013)

#### Seikai no Danshō  (星界の断章Fragmente der Sterne)
- 星界の断章I (15. Juli 2005)
- 星界の断章II (15. März 2007)
- 星界の断章III (20. März 2014)

### Tsuki to Honō no Senki (月と炎の戦記,Erzählung des Mond-und-Flammen-Krieges)
- 月と炎の戦記 (Juli 1999)
- 月と闇の戦記一 退魔師はがけっぷち。 (Dezember 2001)
- 月と闇の戦記二 守護者はぶっちぎり。 Tsuki to yami no senki 2: Shugosha wa bucchigiri (Erzählung des Mond-und-Dunkelheit-Krieges 2: Beschützer haben einen großen Vorsprung) (November 2002)
- 月と闇の戦記三 神様はしらんぷり。 Tsuki to yami no senki 3: Kamisama wa shiranpuri (Erzählung des Mond-und-Dunkelheit-Krieges 3: Die Götter schützen vor Unwissenheit) (1. Januar 2004)

### Yasashii Rengoku (優しい煉獄,Freundliches Fegefeuer)
- 優しい煉獄 Yasashii Rengoku (Freundliches Fegefeuer) (April 2005)
- 優しい煉獄2 騒がしい死者の街 Yasashii Rengoku 2: sawagashii shisha no machi (Freundliches Fegefeuer 2: Die Stadt der lärmenden Toten) (Februar 2008)
- 地獄で見る夢 Jigoku de miru yume (Träumen in der Hölle)

### Weitere Werke
- 機械どもの荒野 Kikaidomo no arano (30. Juni 1997)
- 夢の樹が接げたなら Yume no ki ga tsugeta nara (Wenn wir einen Traumbaum pflanzen können) (März 1992)
  - 夢の樹が接げたなら
  - 普通の子ども Futsū no kodomo (Gewöhnliche Kinder) (Juni 1996)
  - スパイス Supaisu (Juni 1993)
  - 無限のコイン Mugen no koin (November 1992)
  - 個人的な理想郷 Kojinteki na risōkyō (Individuelles Utopia) (Oktober 1994)
  - 代官 Daikan (Juli 1992)
  - ズーク Zūku (Mai 1995)
  - 夜明けのテロリスト Yoake no terorisuto (Februar 1998)
- 風とタンポポ〜惑星環物語〜 Kaze to tampopo – Wakuseikan monogatari (2009 im Magazin Web Comic Gekkin) mit Illustrationen von Sachiko Kōno und Susumu Imaishi
- 夢のまた夢　決戦！大坂の陣 Yume no mata yume: Kessen! Ōsaka no jin (Oktober 2011)
- 突変 Toppen (September 2014)